# Fredericktown (Ohio)
Fredericktown è una cittadina degli Stati Uniti d'America, situata nello stato dell'Ohio, nella contea di Knox.